# Shadizab
Shadizab es el nombre de un grupo étnico que vive disperso en el Afganistán centro-oriental. Su idioma, el inku, pertenece al grupo indoario del tronco lingüístico indoeuropeo.
Aunque es también la lengua materna de otros grupos étnicos dispersos en Afganistán (como jalali, pikraj y vangavalans), los shadibaz poseen una identidad étnica distintiva. La lengua es ágrafa. Casi todos los jalali adultos son bilingües y hablan dari (el persa que se habla en Afganistán) además de su lengua materna. 
Los pikraj son musulmanes sunnitas de la escuela de Janafi. Son itinerantes (nómadas no pastores), y se dedican principalmente al comercio, así como el entretenimiento con exhibiciones circenses.
- Datos: Q6126767